# Atanase Périfan
Atanase Périfan, né le 19 août 1964 à Paris, est un dirigeant d'associations et conseiller municipal à Paris qui a conduit une liste UMP-MoDem lors des élections municipales de 2014.
Il est le créateur en 1999 de la Fête des voisins ainsi que de l'association Voisins solidaires. Il préside la Fédération européenne des solidarités de proximité.

## Biographie

### Famille
Atanase Périfan est né le 19 août 1964 à Paris, dans le 16e arrondissement de Jean Périfan, ingénieur du génie civil, et de Georgette Baca. Son père a fui la République populaire roumaine en 1948.
Chrétien orthodoxe, il épouse Florence Plouchart, traductrice, le 22 juin 1992. De ce mariage sont nés quatre enfants,,,.

### Formation
Après des études au lycée Carnot à Paris, Atanase Périfan poursuit ses études à l'université Pierre-et-Marie-Curie puis à l'Institut supérieur d'études appliquées (Isea) au sein de l'EDC Paris Business School et à l'université des sciences et technologies de Lille.
Il est titulaire d'un DESS de marketing direct et commerce électronique, ainsi que d'un diplôme de marketing direct et approfondi (DMDA).

### Activité associative

#### Fête des voisins

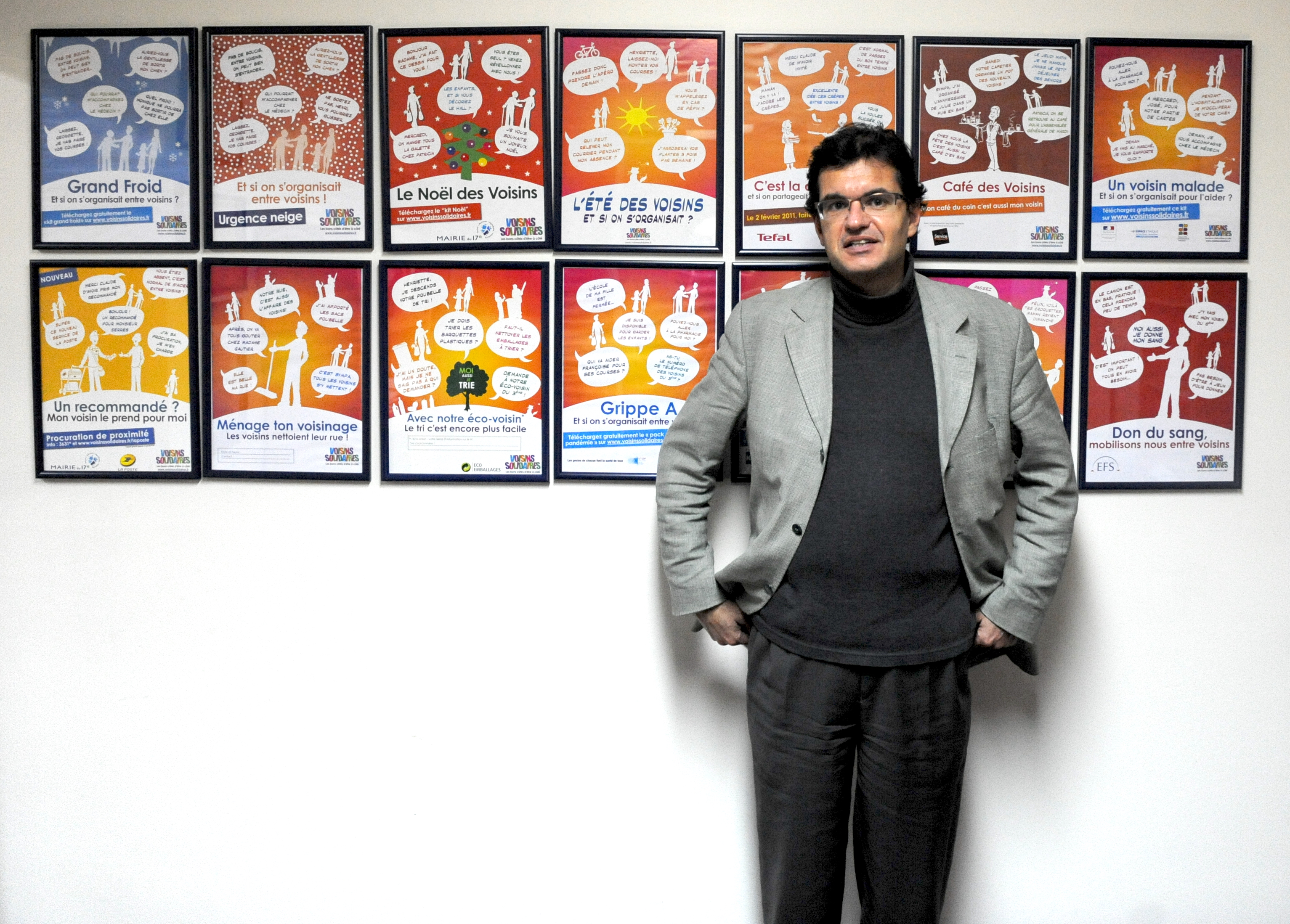
Atanase Périfan, le 09 novembre 2010.

Atanase Périfan crée la Fête des voisins. Il en a l'idée lorsqu'il découvre en février 1997 une femme âgée morte depuis quatre mois dans son appartement. En 1999, il lance dans son quartier du 17e arrondissement « Immeubles en Fête - la Fête des Voisins ». En 2000, l'évènement est organisé à l'échelle nationale, dans plus de trente communes françaises.
En 2003, il l'étend à l'Europe avec la « Journée européenne des voisins » et en 2007 sur le reste de la planète. En 2013, plus de 7,5 millions de personnes y ont participé en France avec 1 012 mairies et bailleurs sociaux partenaires. Elle est aujourd'hui célébrée par plus de 20 millions de participants dans 36 pays du monde.
Au niveau européen, Atanase Périfan préside la Fédération européenne des solidarités de proximité.

#### «Voisins Solidaires - les bons côtés d'être à côté»
L'association Voisins solidaires est lancé en 2007 en collaboration avec Vincent Cayol. Elle porte l'initiative L'Heure Civique.

### Activité politique
Encarté au RPR de 1981 à 2000, il est repéré par Bernard Pons et figure en première place non éligible sur la liste du 17e arrondissement lors des élections municipales de 1989. À la suite du grand chelem de Jacques Chirac, il est élu conseiller municipal, poste qu'il conserve jusqu'en 2014.
Nathalie Kosciusko-Morizet le choisit comme candidat non encarté, chef de file UMP-MoDem dans le 20e arrondissement en vue des élections municipales de 2014 à Paris.
À cette occasion, il lance le « Pacte solidaire pour Paris » autour de dix propositions simples pour mobiliser les Parisiens.
La liste qu'il conduit recueille 17,50 % des suffrages exprimés au premier tour et 31,26 % au second tour permettant ainsi l'élection de deux conseillers de Paris (sur quatorze à élire) et de quatre conseillers d'arrondissement (sur vingt-huit à élire). Tête de liste, Atanase Périfan est élu conseiller de Paris.
En 2011, il est chargé par Roselyne Bachelot, alors ministre des Solidarités et de la Cohésion Sociale, de rédiger un rapport sur les « Solidarités de voisinage et fragilités sociales ».
Opposé au mariage homosexuel, il participe en 2013 à une université d'été de La Manif pour tous.
Candidat aux élections législatives de 2017 dans la 15e circonscription de Paris, il obtient 8,92 % des suffrages exprimés et se place ainsi en 5e position.
Pour les élections sénatoriales de 2017, il est no 5 à Paris de l'une des trois listes de droite qui se présentent (« Liste « Les Républicains » conduite par Pierre Charon »).

## Ouvrage
En mai 2005, il publie Pas de quartier pour l'indifférence : pour en finir avec la France dépressive, aux éditions de la Table Ronde  (ISBN 2-71032-778-3).

## Filmographie
Acteur
- 2010 : La Fête des voisins de David Haddad : Monsieur Lami